# روس شيبارد
روس شيبارد هو منافس ألعاب قوى كندي، ولد في 22 نوفمبر 1888 في تورونتو في كندا، وتوفي في 4 سبتمبر 1967.

## وصلات خارجية
- روس شيبارد على موقع أوليمبيديا (الإنجليزية)